# U.S. Route 25
U.S. Route 25 (ou U.S. Highway 25) é uma autoestrada dos Estados Unidos.
Faz a ligação do Sul para o Norte. A U.S. Route 25 foi construída em 1926 e tem 750 milhas.

## Principais ligações
Autoestrada 20 perto de Augusta

 Autoestrada 40 em Asheville